# 114
| Calendário gregoriano                                                        | 114 CXIV                      |
| Ab urbe condita                                                              | 867                           |
| Calendário arménio                                                           | -438 – -437                   |
| Calendário bahá'í                                                            | -1730 – -1729                 |
| Calendário budista                                                           | 658                           |
| Calendário chinês                                                            | 2810 – 2811                   |
| Calendário copta                                                             | -170 – -169                   |
| Calendário etíope                                                            | 106 – 107                     |
| Calendários hindus - Vikram Samvat - Calendário nacional indiano - Cáli Iuga | 169 – 170 35 – 36 3214 – 3215 |
| Calendário Holoceno                                                          | 10114                         |
| Calendário islâmico                                                          | 524 BH – 523 BH               |
| Calendário judaico                                                           | 3874 – 3875                   |
| Calendário persa                                                             | 508 BP – 507 BP               |
| Calendário rúnico                                                            | 364                           |
| Calendário solar tailandês                                                   | 657                           |

114 (CXIV, na numeração romana) foi um ano comum do século II do Calendário Juliano, da Era de Cristo,  e a sua letra dominical foi A (52 semanas), teve início a um domingo e terminou também a um domingo.
| Ano completo                    |
| ------------------------------- |
| Ano comum com início ao domingo |

## Eventos
- O Arco de Trajano foi erguido em Benevento.[1]
- O imperador Trajano derrota os partas e invade a Armênia e o nordeste da Mesopotâmia.
- O Monumento de Filopapo, príncipe em exílio do antigo Reino de Comagena, é erguido em Atenas.